# Bazincourt-sur-Epte
Pour les articles homonymes, voir Bazincourt et Epte (homonymie).
Bazincourt-sur-Epte est une commune française située dans le département de l'Eure, en région Normandie.

## Géographie

### Description
Bazincourt-sur-Epte est un village périurbain du vexin normand dans l'Eure, limitrophe de l'Oise, jouxtant le nord de  Gisors et situé à 50 km à vol d'oiseau au sud-est de Rouen, 18 km au sud de Gournay-en-Bray, 26 km au sud-ouest de Beauvais, 38 km au nord-ouest de Pontoise et 66 km au nord-ouest de Paris.
Il est aisément accessible par le tracé initial de l'ancienne route nationale 15 reliant Pontoise à Dieppe.

### Communes limitrophes
| Hébécourt              | Amécourt            |                                            |
| Saint-Denis-le-Ferment | Bazincourt-sur-Epte | Sérifontaine (Oise) Éragny-sur-Epte (Oise) |
| Gisors                 | Gisors              |                                            |

### Hydrographie
La commune est située dans le bassin Seine-Normandie. Elle est drainée par l'Epte, un bras de l'Epte et le cours d'eau 01 de la commune de Serifontaine,,.
L'Epte, d'une longueur de 113 km, prend sa source dans la commune de Compainville et se jette  dans la Seine à Notre-Dame-de-la-Mer, après avoir traversé 44 communes.
L'association de pêche la Saumonière des Peupliers se trouve dans le village;

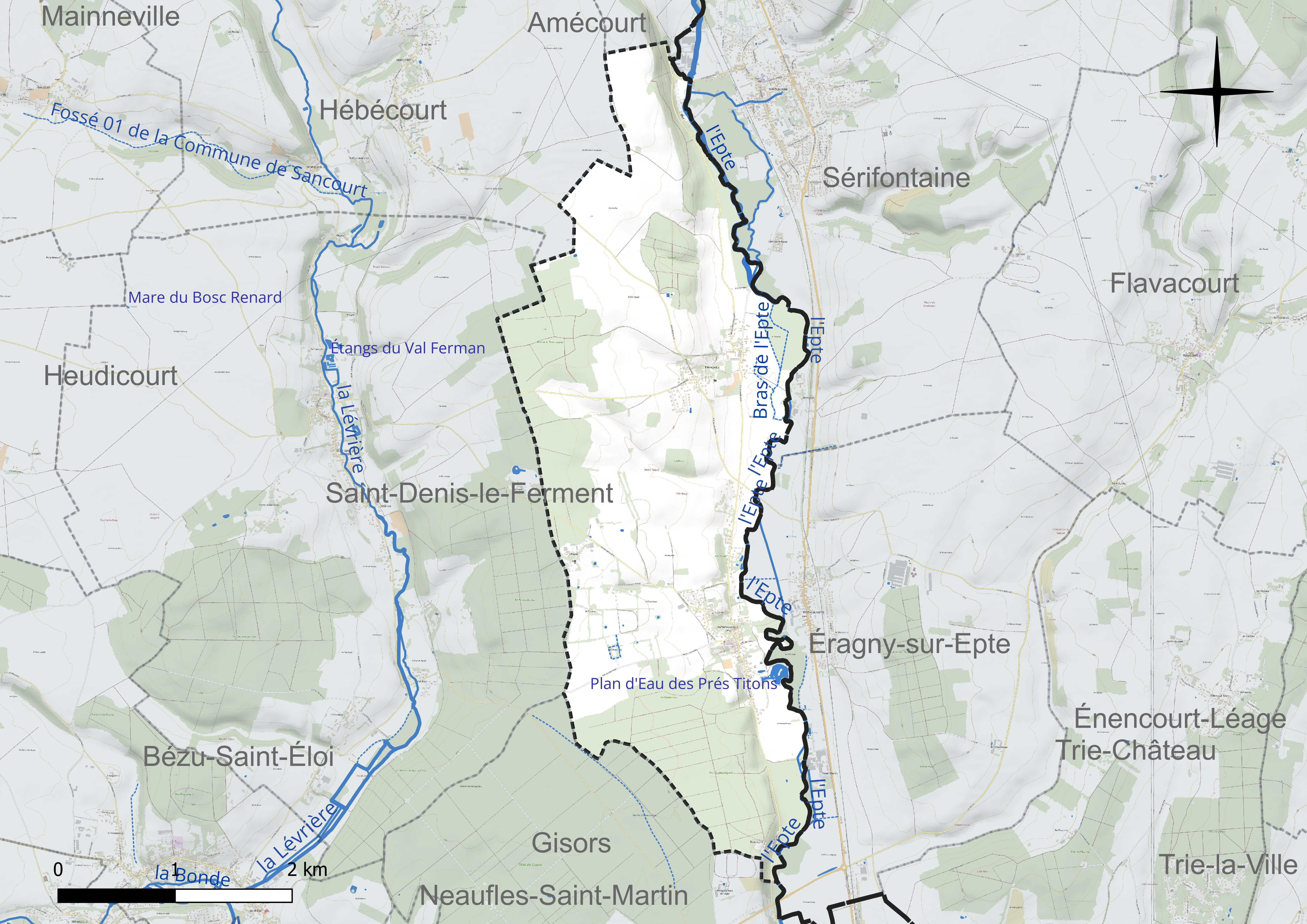
Réseau hydrographique de Bazincourt-sur-Epte.

Un plan d'eau complète le réseau hydrographique : le plan d'eau des Prés Titons (2 ha),.

### Climat
Pour des articles plus généraux, voir Climat de la Normandie et Climat de l'Eure.
En 2010, le climat de la commune est de type climat océanique dégradé des plaines du Centre et du Nord, selon une étude du CNRS s'appuyant sur une série de données couvrant la période 1971-2000. En 2020, Météo-France publie une typologie des climats de la France métropolitaine dans laquelle la commune est exposée à un climat océanique et est dans la région climatique Sud-ouest du bassin Parisien, caractérisée par une faible pluviométrie, notamment au printemps (120 à 150 mm) et un hiver froid (3,5 °C). Parallèlement le GIEC normand, un groupe régional d’experts sur le climat, différencie quant à lui, dans une étude de 2020, trois grands types de climats pour la région Normandie, nuancés à une échelle plus fine par les facteurs géographiques locaux. La commune est, selon ce zonage, exposée à un « climat des plateaux abrités », correspondant aux plaines agricoles de l’Eure, avec une pluviométrie beaucoup plus faible que dans la plaine de Caen en raison du double effet d’abri provoqué par les collines du Bocage normand et par celles qui s’étendent sur un axe du Pays d'Auge au Perche.
Pour la période 1971-2000, la température annuelle moyenne est de 10,7 °C, avec  une amplitude thermique annuelle de 14,3 °C. Le cumul annuel moyen de précipitations est de 724 mm, avec 11,4 jours de précipitations en janvier et 8 jours en juillet. Pour la période 1991-2020, la température moyenne annuelle observée sur la station météorologique la plus proche, située sur la commune de Jaméricourt à 8 km à vol d'oiseau, est de 11,0 °C et le cumul annuel moyen de précipitations est de 695,7 mm,. Pour l'avenir, les paramètres climatiques de la commune estimés pour 2050 selon différents scénarios d’émission de gaz à effet de serre sont consultables sur un site dédié publié par Météo-France en novembre 2022.

## Urbanisme

### Typologie
Au 1er janvier 2024, Bazincourt-sur-Epte est catégorisée commune rurale à habitat dispersé, selon la nouvelle grille communale de densité à 7 niveaux définie par l'Insee en 2022.
Elle est située hors unité urbaine. Par ailleurs la commune fait partie de l'aire d'attraction de Paris, dont elle est une commune de la couronne,.

### Occupation des sols

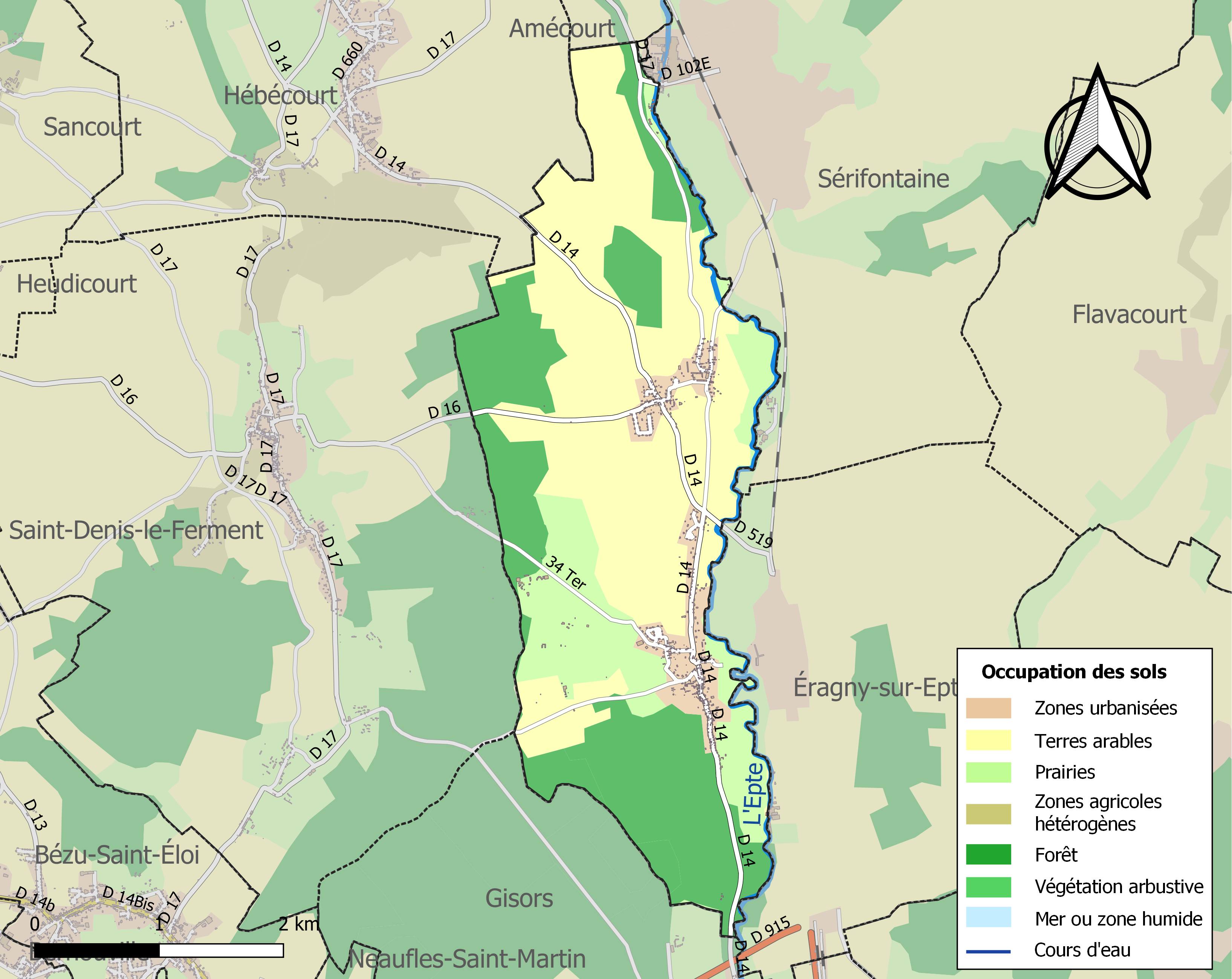
Carte des infrastructures et de l'occupation des sols de la commune en 2018 (CLC).

L'occupation des sols de la commune, telle qu'elle ressort de la base de données européenne d’occupation biophysique des sols Corine Land Cover (CLC), est marquée par l'importance des territoires agricoles (61,8 % en 2018), en diminution par rapport à 1990 (65,5 %). La répartition détaillée en 2018 est la suivante : 
terres arables (45 %), forêts (31,4 %), prairies (16,7 %), zones urbanisées (6,8 %). L'évolution de l’occupation des sols de la commune et de ses infrastructures peut être observée sur les différentes représentations cartographiques du territoire : la carte de Cassini (XVIIIe siècle), la carte d'état-major (1820-1866) et les cartes ou photos aériennes de l'IGN pour la période actuelle (1950 à aujourd'hui).

### Habitat et logement
En 2019, le nombre total de logements dans la commune était de 327, alors qu'il était de 311 en 2014 et de 263 en 2009.
Parmi ces logements, 86,8 % étaient des résidences principales, 8,5 % des résidences secondaires et 4,7 % des logements vacants. Ces logements étaient pour 98,7 % d'entre eux des maisons individuelles et pour 0,6 % des appartements.
Le tableau ci-dessous présente la typologie des logements à Bazincourt-sur-Epte en 2019 en comparaison avec celle de l'Eure et de la France entière. Une caractéristique marquante du parc de logements est ainsi une proportion de résidences secondaires et logements occasionnels (8,5 %) supérieure à celle du département (6,3 %) et à celle de la France entière (9,7 %). Concernant le statut d'occupation de ces logements, 90,6 % des habitants de la commune sont propriétaires de leur logement (91,7 % en 2014), contre 65,3 % pour l'Eure et 57,5 pour la France entière.
| Typologie                                               | Bazincourt-sur-Epte | Eure | France entière |
| ------------------------------------------------------- | ------------------- | ---- | -------------- |
| Résidences principales (en %)                           | 86,8                | 85,3 | 82,1           |
| Résidences secondaires et logements occasionnels (en %) | 8,5                 | 6,3  | 9,7            |
| Logements vacants (en %)                                | 4,7                 | 8,4  | 8,2            |

## Toponymie
Le nom de la localité est attesté sous les formes Bucincurtis vers 1012 (charte de Richard II), Bucin curte vers 1024, Basincuria au XIVe siècle (aveu de Jean de Gisors), Basincort en 1262 (Olim et pouillé d’Eudes Rigaud ).
Ce toponyme pourrait être issu d'un nom de personne germanique Businus + cortem, attiré par Basinus.
La référence à la rivière, l'Epte, a été ajoutée en 1950.

## Histoire

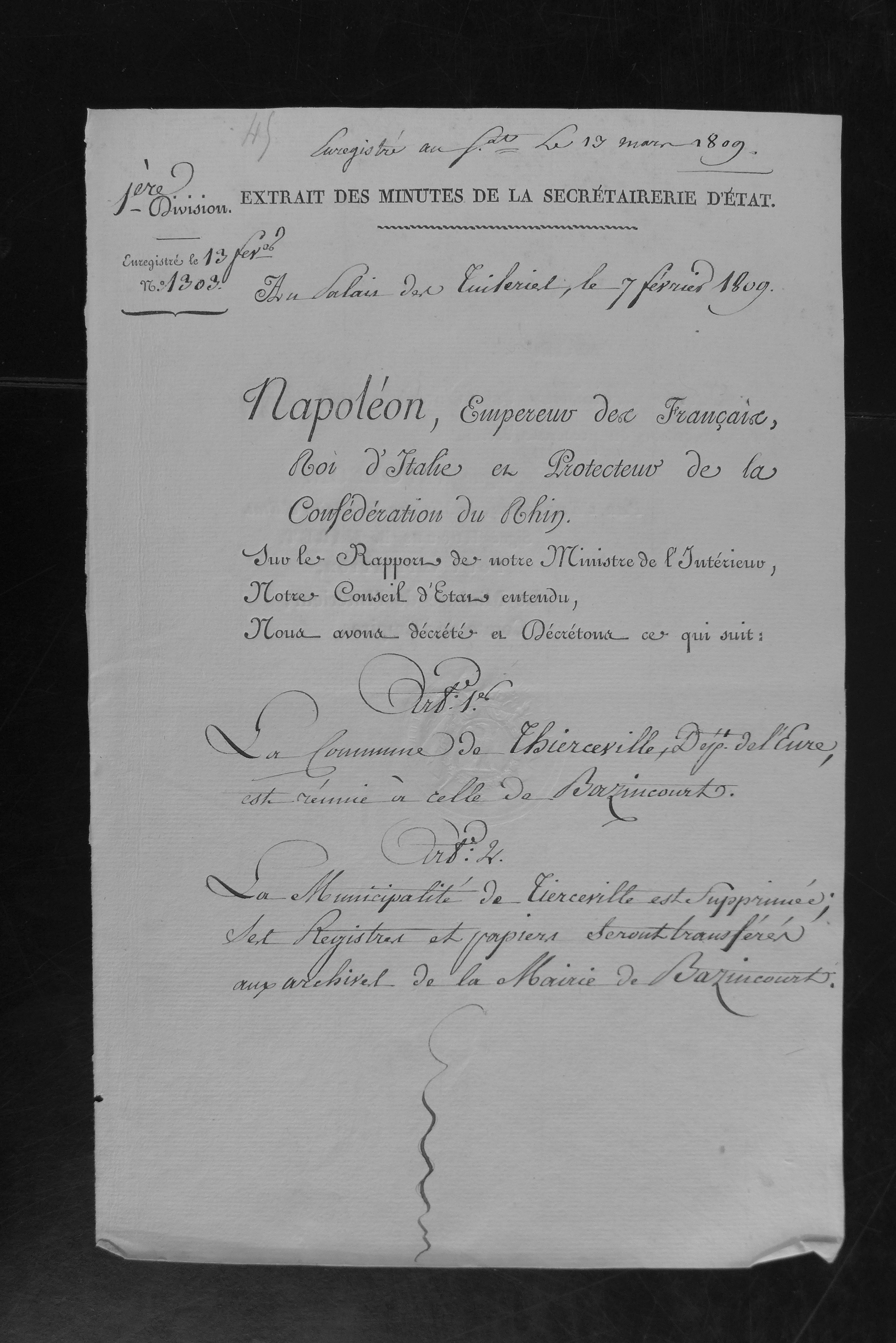
Ordonnance impériale de 1809, ordonnant la fusion de Bazincourt et Thierceville

Sous l'Ancien Régime, c'est une des sept « villes de Bleu », désignation des sept villages de la Seigneurie de Mainneville Amécourt, Tierceville, Saint-Denis-le-Ferment, Hébécourt, Heudicourt, Sancourt et Maineville, qui avait le droit de faire paître les bêtes et prendre du bois dans « la forêt de Bleu », partie de la forêt domaniale de Lyons, qui s'étendait jadis jusqu'à l'actuel bois de Gisors (autrefois « Buisson Bleu »).
La commune est occupée par la Prusse lors de la Guerre franco-allemande de 1870 et les Prussiens fusillent 11 otages dont l'ancien maire auquel un monument commémoratif est inauguré dès le 26 juin 1871[réf. à confirmer].

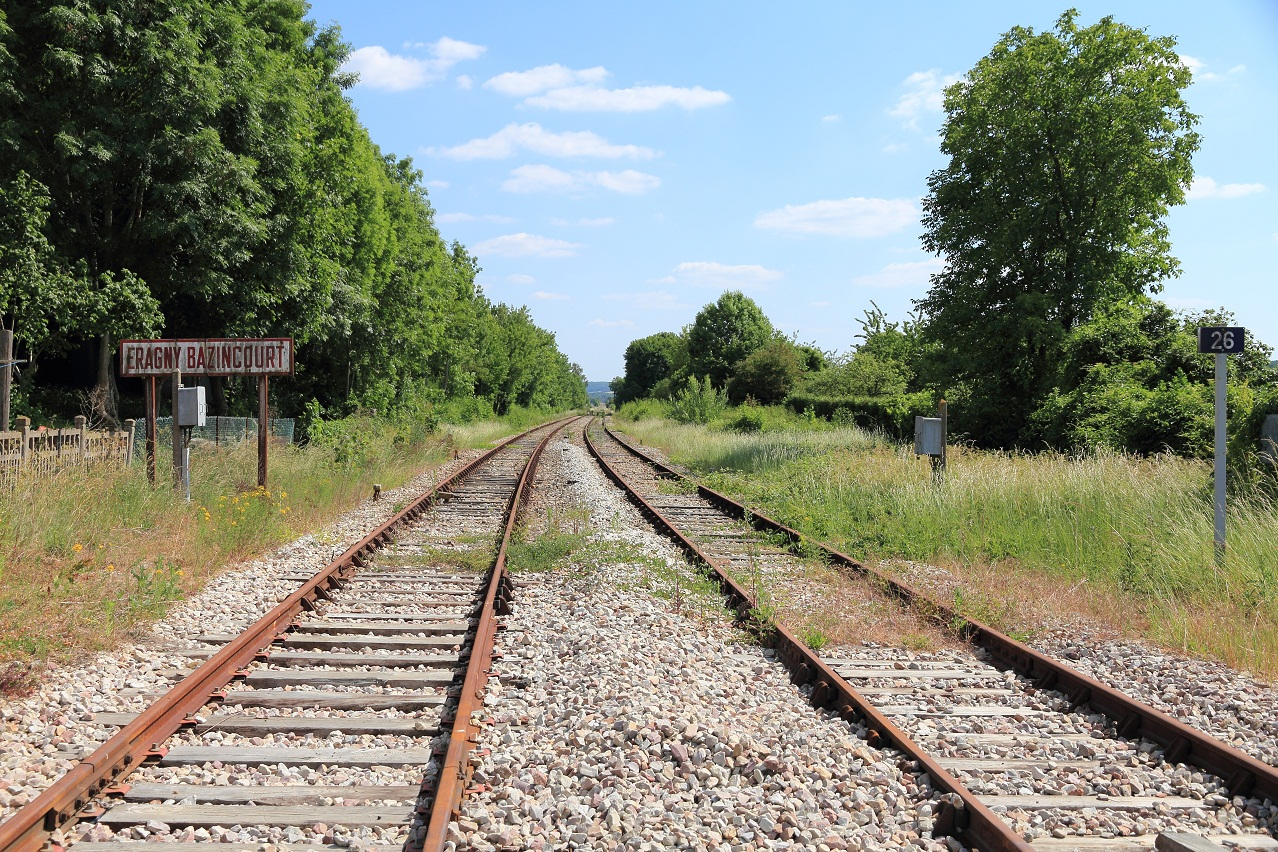
L'emplacement de la gare d'Éragny - Bazincourt en 2011.

À partir de 1870, le village devient proche de Paris par le chemin de fer. Il est desservi par la gare d'Éragny - Bazincourt de 1870 à 2009.
Le 9 octobre 1870, lors de la Guerre franco-allemande de 1870,  eut lieu le combat de Bazincourt qui oppose les mobiles du 1er bataillon des Landes, 25 francs-tireurs des Andelys, les gardes nationaux de Gisors, de Neaufles-Saint-Martin et de Bézu-Saint-Éloi à environ 5 000 Prussiens et 6 canons.
En 1809, une ordonnance impériale ordonne la fusion des communes de Bazincourt et de Thierceville et la municipalité de Thierceville est supprimée.
En avril 1884, le peintre impressionniste Camille Pissarro quitte Osny pour Éragny-sur-Epte. Ce village est situé sur la rive opposée de l'Epte par rapport à Bazincourt qui lui devient accessible à pied en quinze minutes ou moins, par une route qui traverse la rivière sur un petit pont. Il réalise quarante vues du village, à diférents moments de la journée et des saisons.

Œuvres de Camille Pissarro
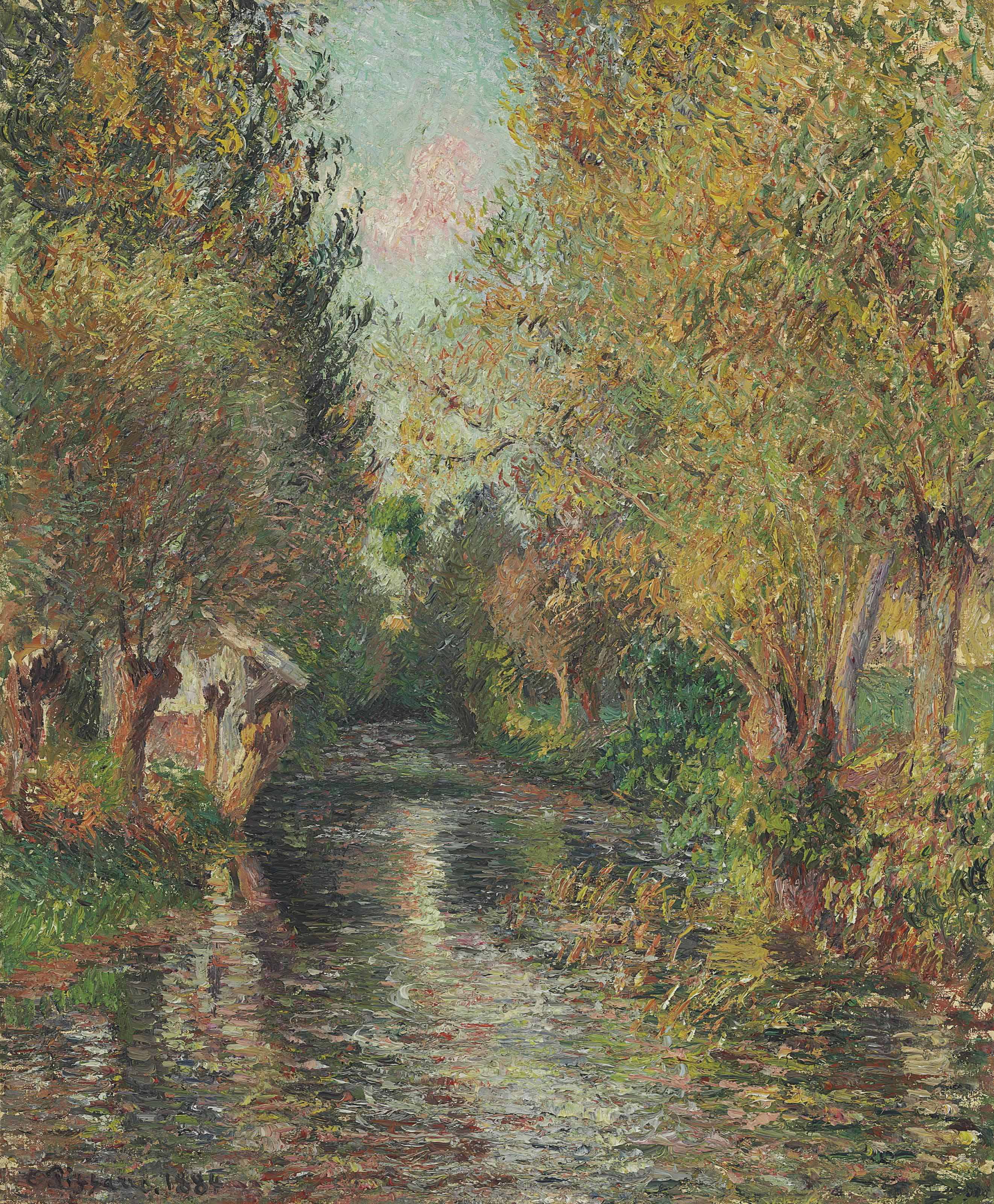
Le Lavoir de Bazincourt, 1884 Collection privée, Vente 2014
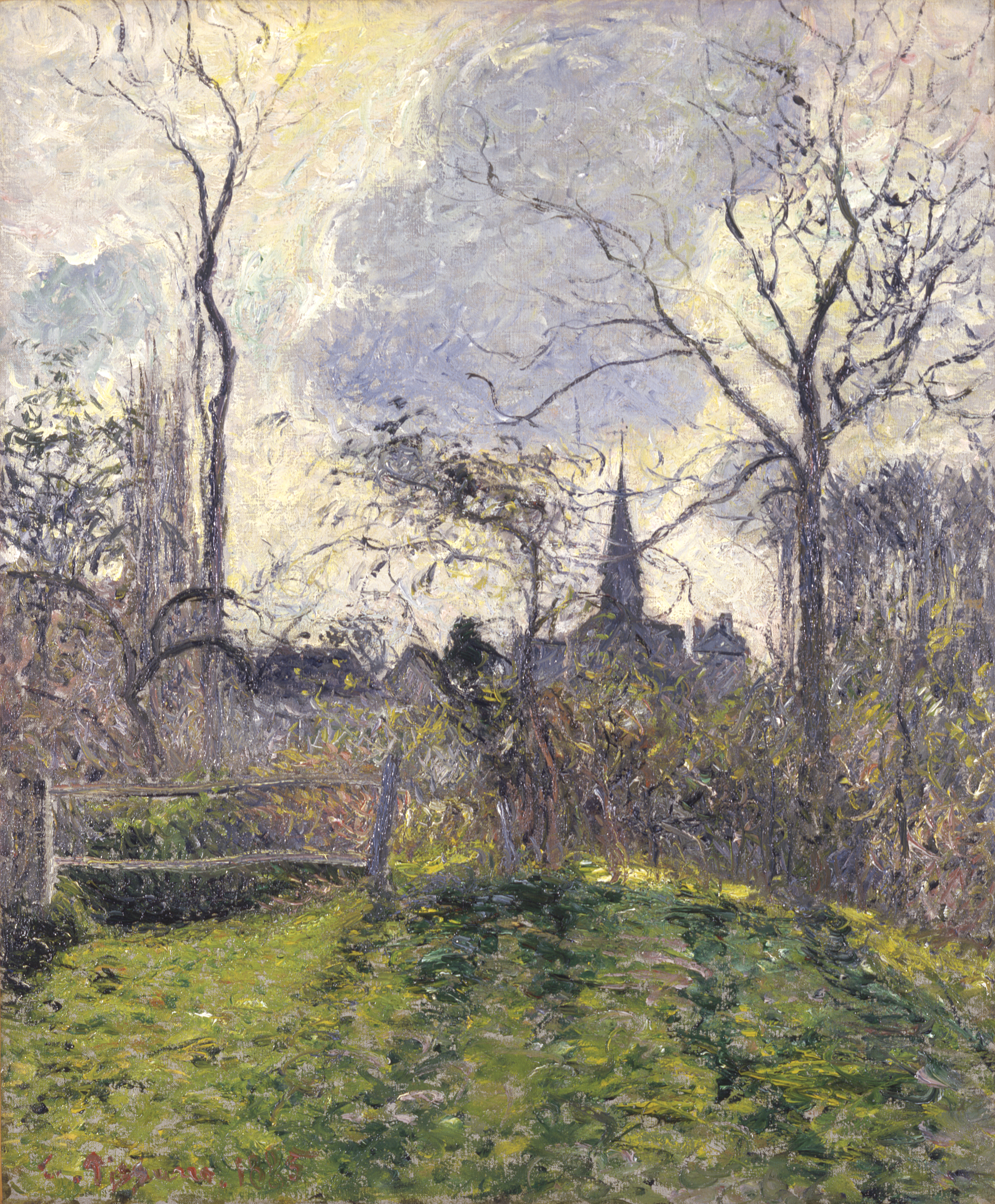
Le Clocher de Bazincourt, 1885 Musée d'Art de Saint-Louis
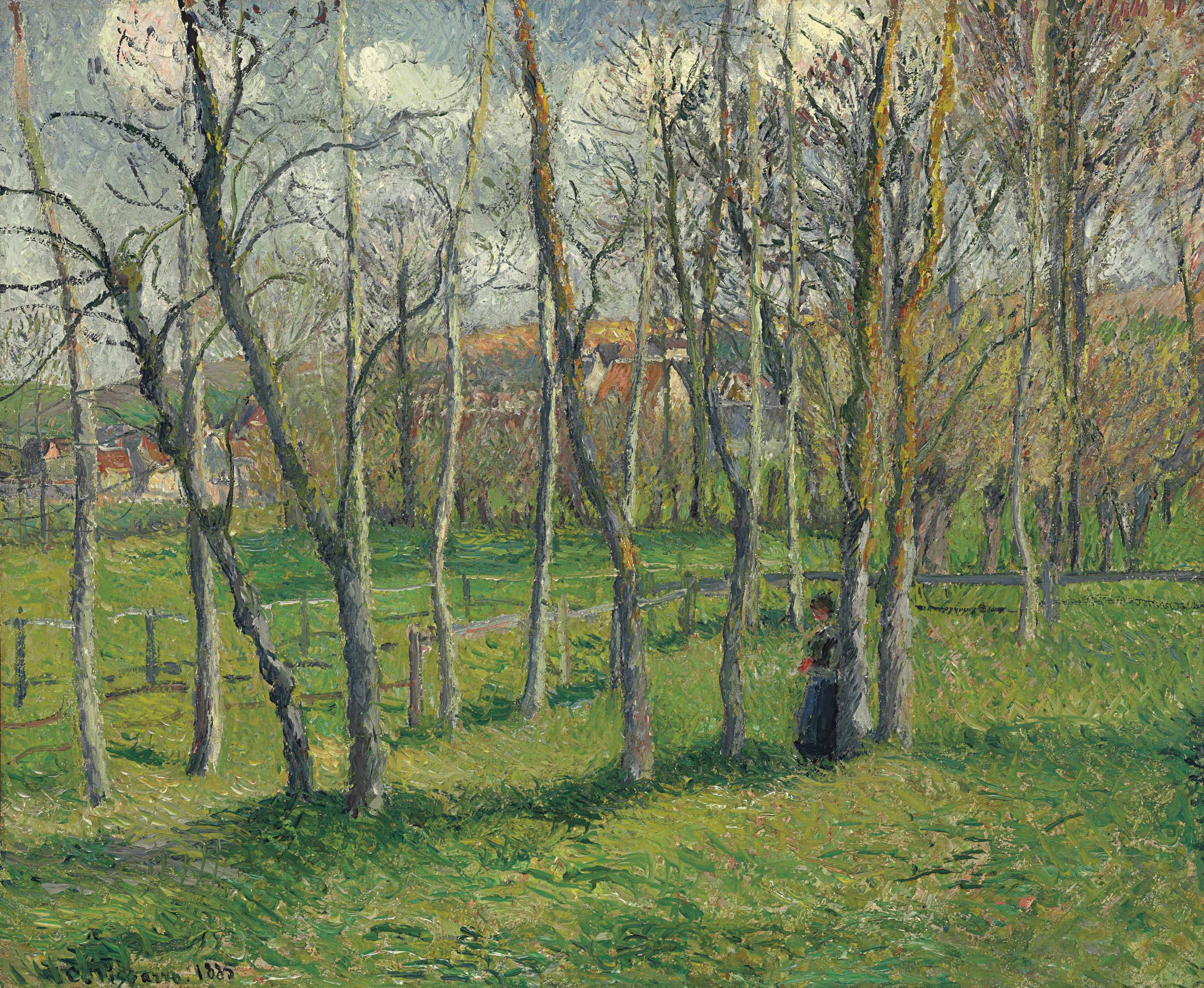
Prairie de Bazincourt, 1885 Collection privée, Vente 2017
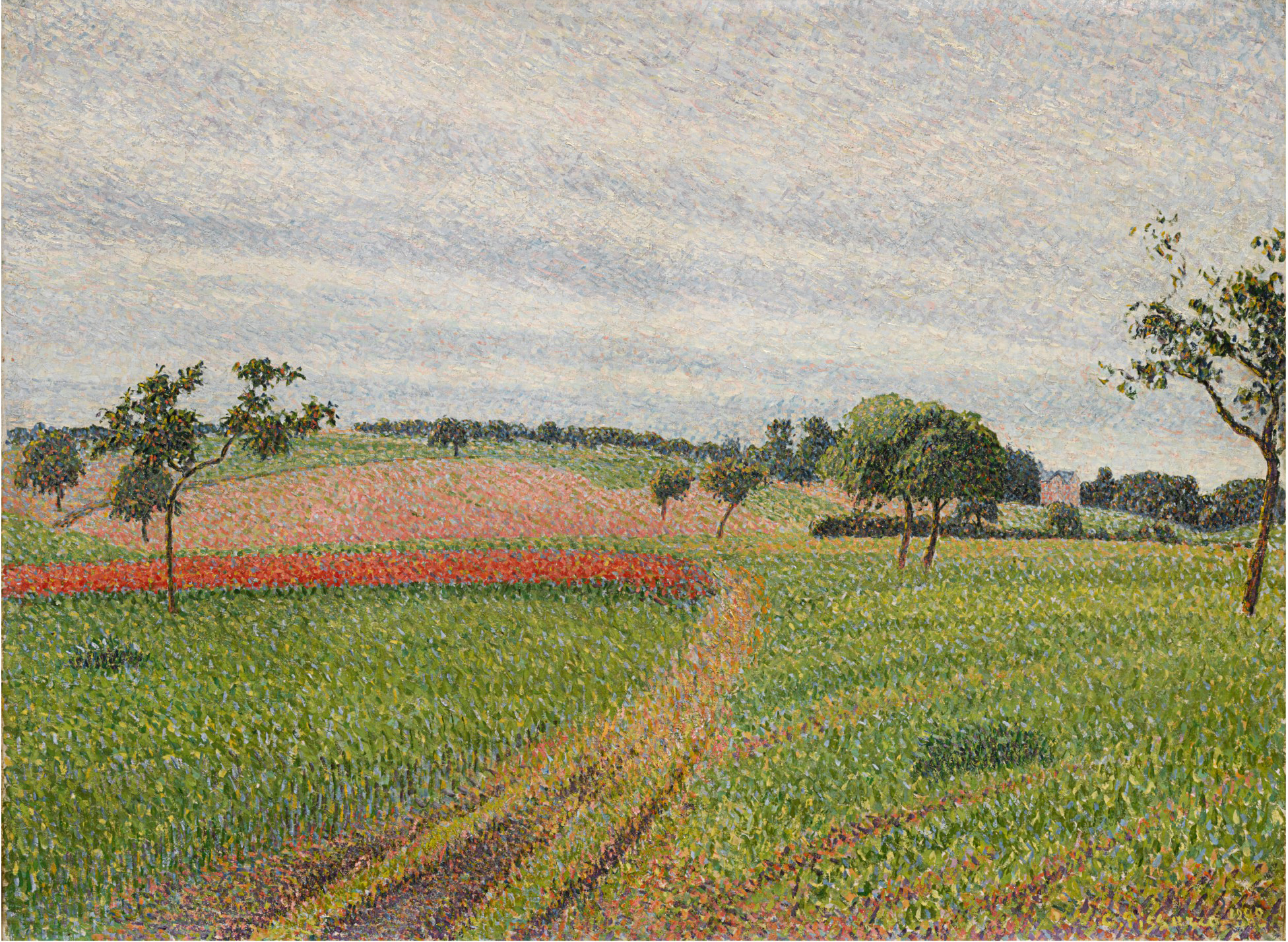
Les Coteaux de Thierceville, temps gris, 1888 Collection privée, Vente 2021
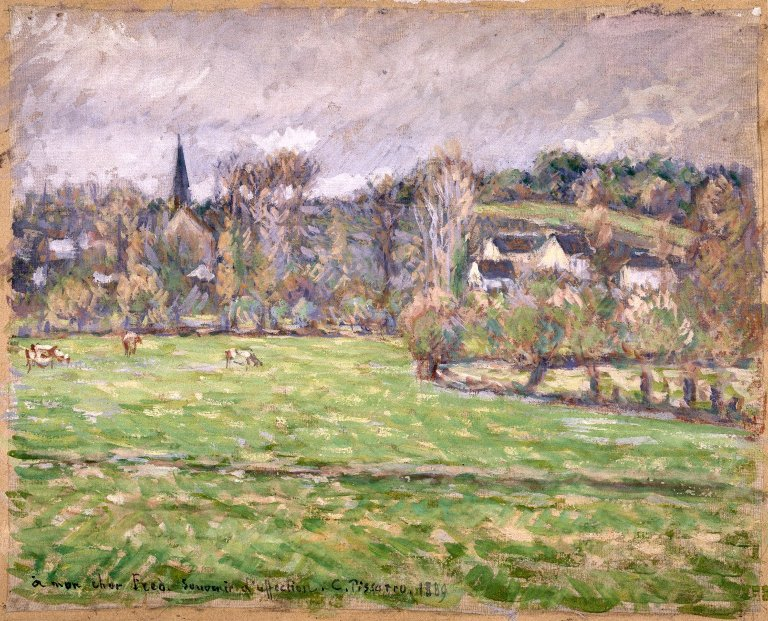
Vue de Bazincourt, 1889 Brooklyn Museum, New York
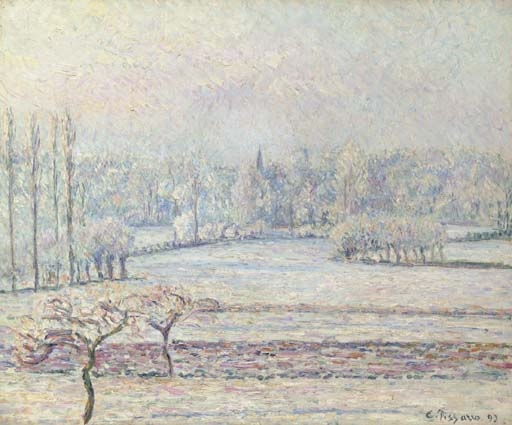
Vue de Bazincourt, givre, matin , 1892 Collection privée, Vente 2006

## Politique et administration

### Rattachements administratifs et électoraux

#### Rattachements administratifs
La commune se trouve  dans l'arrondissement des Andelys du département de l'Eure.
Elle faisait partie depuis 1793 du canton de Gisors. Dans le cadre du redécoupage cantonal de 2014 en France, cette circonscription administrative territoriale a disparu, et le canton n'est plus qu'une circonscription électorale.

#### Rattachements électoraux
Pour les élections départementales, la commune fait partie depuis 2014 d'un nouveau  canton de Gisors
Pour l'élection des députés, elle fait partie de la cinquième circonscription de l'Eure.

### Intercommunalité
Bazincourt-sur-Epte était membre de la communauté de communes Gisors-Epte-Lévrière, un établissement public de coopération intercommunale (EPCI) à fiscalité propre créé en 2004 et auquel la commune avait transféré un certain nombre de ses compétences, dans les conditions déterminées par le code général des collectivités territoriales.
Dans le cadre des dispositions de la loi portant nouvelle organisation territoriale de la République du 7 août 2015, qui prévoit que les établissements publics de coopération intercommunale (EPCI) à fiscalité propre doivent avoir un minimum de 15 000 habitants, cette intercommunalité a fusionné avec sa voisine pour former, le 1er janvier 2017, la communauté de communes du Vexin Normand dont est désormais membre la commune.

### Liste des maires
| Période                                  | Période                        | Identité                 | Étiquette | Qualité                                                                  |
| ---------------------------------------- | ------------------------------ | ------------------------ | --------- | ------------------------------------------------------------------------ |
| Les données manquantes sont à compléter. |                                |                          |           |                                                                          |
| 1833                                     | 1848                           | Charles Heurteux         |           |                                                                          |
| avant 1870-1871                          |                                | M. de Briey              |           |                                                                          |
| Les données manquantes sont à compléter. |                                |                          |           |                                                                          |
| mars 2001                                | 2014                           | Jean-Pierre Moneuse      |           | Animateur de formations professionnelles Ancien maire-adjoint de Vauréal |
| 2014                                     | juillet 2020                   | Béatrice Lecat-Dumontier | SE-DVG    |                                                                          |
| juillet 2020                             | En cours (au 22 novembre 2022) | Hervé Glezgo             | SE-DVD    | Artisan                                                                  |

## Démographie
L'évolution du nombre d'habitants est connue à travers les recensements de la population effectués dans la commune depuis 1793. Pour les communes de moins de 10 000 habitants, une enquête de recensement portant sur toute la population est réalisée tous les cinq ans, les populations de référence des années intermédiaires étant quant à elles estimées par interpolation ou extrapolation. Pour la commune, le premier recensement exhaustif entrant dans le cadre du nouveau dispositif a été réalisé en 2007.

En 2022, la commune comptait 780 habitants, en évolution de +3,04 % par rapport à 2016 (Eure : −0,25 %, France hors Mayotte : +2,11 %).
| 1793 | 1800 | 1806 | 1821 | 1831 | 1836 | 1841 | 1846 | 1851 |
| ---- | ---- | ---- | ---- | ---- | ---- | ---- | ---- | ---- |
| 217  | 228  | 271  | 419  | 468  | 480  | 495  | 487  | 503  |

| 1856 | 1861 | 1866 | 1872 | 1876 | 1881 | 1886 | 1891 | 1896 |
| ---- | ---- | ---- | ---- | ---- | ---- | ---- | ---- | ---- |
| 462  | 497  | 452  | 462  | 466  | 450  | 446  | 424  | 457  |

| 1901 | 1906 | 1911 | 1921 | 1926 | 1931 | 1936 | 1946 | 1954 |
| ---- | ---- | ---- | ---- | ---- | ---- | ---- | ---- | ---- |
| 498  | 491  | 480  | 529  | 421  | 349  | 318  | 344  | 392  |

| 1962 | 1968 | 1975 | 1982 | 1990 | 1999 | 2006 | 2007 | 2012 |
| ---- | ---- | ---- | ---- | ---- | ---- | ---- | ---- | ---- |
| 332  | 310  | 316  | 354  | 496  | 578  | 626  | 633  | 744  |

| 2017 | 2022 | - | - | - | - | - | - | - |
| ---- | ---- | - | - | - | - | - | - | - |
| 757  | 780  | - | - | - | - | - | - | - |

## Culture locale et patrimoine

### Lieux et monuments
La commune de Bazincourt-sur-Epte compte plusieurs édifices inscrits à l'inventaire général du patrimoine culturel :
- l'église Saint-Denis (XIe siècle, XIVe siècle et XVIIIe siècle)[32]. L'église a été construite au XIe siècle, agrandie au XIVe siècle et réaménagée au XVIIIe siècle (le chœur a notamment été déplacé à l'ouest)[33] ; la fondation du patrimoine s'associe à la préservation de l'édifice (2018) ;
- Un beffroi a été construit place de l'église en 2022 afin de supporter la cloche « Hélène », coulée en 1733[28]. Cette cloche était celle de l'église de Thierceville, démolie à la suite de la fusion des deux communes en 1809[34].
- un château du XIXe siècle au lieu-dit Thierceville[35] et la chapelle Sainte-Jovine (1841) ; la ville de Bobigny y entretient un centre de vacances[28]
- deux châteaux forts : l'un dont la localisation est inconnue[36], l'autre situé au lieu-dit Saussart (route du Château Saussard)[37] ;
- deux manoirs : l'un des XVIe et XVIIIe siècles au lieu-dit Thierceville[38], l'autre probablement du XVIIe siècle au lieu-dit les Ursulines[39].

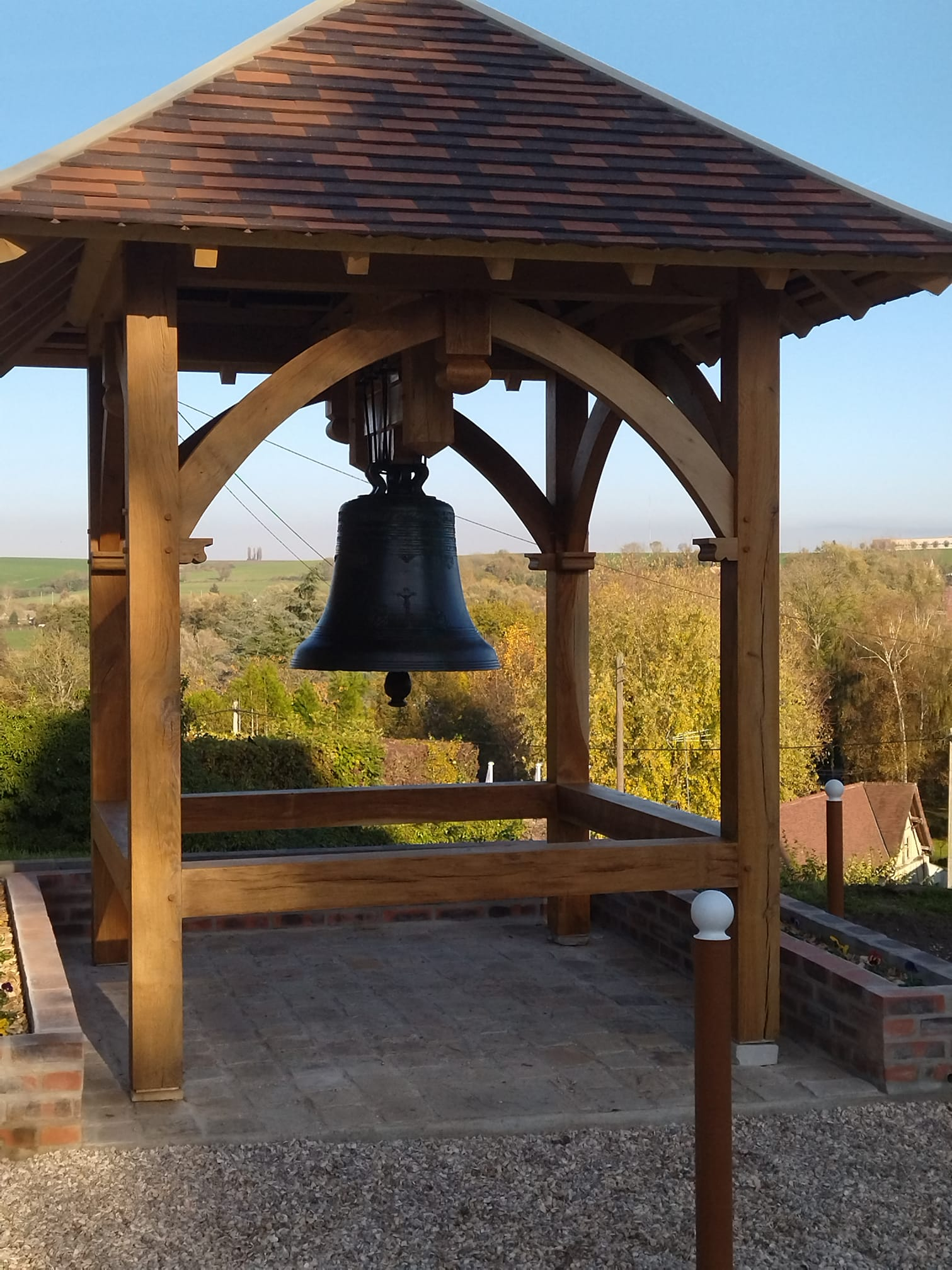
Beffroi de la cloche Hélène, inauguré en 2022

On doit également signaler : 
- L'église  Site inscrit (1932)[40].
- Monument aux morts[41].

### Personnalités liées à la commune
- Linda de Suza (1948-2022), chanteuse franco-portugaise, vivait à Bazincourt-sur-Epte[42].

### Bazincourt-sur-Epte dans les arts et la culture
Un livre retraçant l'histoire de la commune, "Bazincourt, Terre d'inspiration", rédigé par Pierre Molkhou, historien des collectivités, a été édité par la commune en 2021.

### Héraldique
| Blason de Bazincourt-sur-Epte | Blason  | De sinople à une aigle bicéphale d'argent, languée et armée de gueules, soutenue de deux tours d'argent, ouvertes et ajourées du champ, celle de dextre crénelée de deux merlons à dextre et celle de senestre de trois merlons, à la fasce ondée d'argent chargée d'un filet ondé de sable, en pointe. |
| Blason de Bazincourt-sur-Epte | Détails | - L'aigle bicéphale représente l'union entre la commune et Thierceville, aujourd'hui hameau ; de plus elle est également reprise des armes d'Aymar de Mainneville (1552-1617), ancien seigneur du village. - Les deux tours rappellent l'existence de six constructions fortifiées dont un château qui fut détruit, d'où le merlon manquant. - L'onde est pour l'Epte qui arrose la commune. - Enfin, le sinople rappelle que Bazincourt est l'un des sept « villages de Bleu » qui avait un privilège d'utilisation de la forêt de Bleu. Création Romuald Deschamps en collaboration avec Pierre Molkou, adoptée le 27 novembre 2020. |